# 지병주
지병주(池秉珠, 1990년 3월 20일 ~ )은 대한민국의 축구 선수로서 포지션은 수비수이다.

## 그 외
2016년 11월 26일에 MBC 마이 리틀 텔레비전에서 팀 동료인 김영남과 FC 안양 소속인 안진범과 함께 이천수의 명품 축구 레슨 편에 출연하였다.